# Fešta o' boba
Fešta o' boba je gastronomska manifestacija koja se od 2006. godine organizira svake godine sredinom svibnja u Kaštel Kambelovcu.
Uz glazbu, mjesne KUD-ove, glavna tema je predstavljanje jela od boba. Fešta je zamišljena kao predstavljanje jela pojedinaca i družina.
Fešta od boba je uspješno promovirala jelo sipu i bob, tradicijsko hrvatsko sirotinjsko jelo iz kaštelanskog kraja. Kratki film na temu tog jela Sipa i bob, a u kojemu su prikazani i prizori s ove fešte, dobio je nagradu na 76. Mostri.

## Vanjske poveznice
|  | Zajednički poslužitelj ima još gradiva o temi Fešta o' boba |